# Kanelvakteltrast
Kanelvakteltrast (Cinclosoma cinnamomeum) är en fågel i familjen vakteltrastar inom ordningen tättingar.

## Utseende och läte
Vakteltrastar är knubbiga marklevande tättingar med trastlikt utseende. Hos kanelvakteltrasten har båda könen ljust ögonbrynsstreck, ljusbrun rygg, fläckiga undre stjärttäckare och svartvit teckning på vingen. Honan är beige på haka och i ett mustaschstreck, vit på buken och ljusgrå på bröstet, medan hanen har vitt mustaschstreck, svart fläck på strupen, ljusbruna kroppssidor och vitt mitt på bröstet, med ett tunt svart bröstband ovan den vita buken. Hane kopparryggig vakteltrast har svart bröst och nullarborvakteltrasten har ett brett svart bröstband som är sammanbundet med den svarta strupen.

## Utbredning och systematik
Kanelvakteltrast behandlas antingen som monotypisk eller delas in i två underarter med följande utbredning:
- Cinclosoma cinnamomeum tirariense – förekommer i centrala Australien
- Cinclosoma cinnamomeum cinnamomeum – förekommer i sydcentrala Australien

Tidigare inkluderades nullarborvakteltrasten (C. alisteri) som en underart och vissa gör det fortfarande.

## Levnadssätt
Kanelvakteltrasten hittas i öppet busklandskap i steniga områden. Där ses den vanligen promenera på marken.

## Status och hot
Arten har ett stort utbredningsområde, men tros minska i antal, dock inte tillräckligt kraftigt för att den ska betraktas som hotad. Internationella naturvårdsunionen IUCN listar arten som livskraftig (LC).